# Поворская Слобода
Поворская Слобода, ранее Слобода — деревня в Гагаринском районе Смоленской области России. Входит в состав Покровского сельского поселения. Население — 9 жителей (2007 год). 
Расположена в северо-восточной части области в 27 км к югу от Гагарина, в 23 км южнее автодороги М1 «Беларусь», на берегу реки Ключи. В 28 км севернее деревни расположена железнодорожная станция Гагарин на линии Москва — Минск.

## История
В годы Великой Отечественной войны деревня была оккупирована гитлеровскими войсками в октябре 1941 года, освобождена в марте 1943 года.
Переименована в 2008 году, поскольку после образования Покровского сельского поселения на его территории оказалось две деревни с названием Слобода.